# MUSMA
Il MUSMA (Museo della scultura contemporanea Matera) è un museo italiano situato a Matera e dedicato alla scultura. È stato inaugurato nel 2006 ed ha sede nel Palazzo Pomarici, sulla parte più alta del rione dei Sassi.

## Descrizione
Ospita circa 270 opere di 200 artisti diversi, tra i quali Kengiro Azuma, Duilio Cambellotti, Pietro Consagra, Pericle Fazzini, Luigi Guerricchio, Emilio Isgrò, Giacomo Manzù, José Ortega e Arnaldo Pomodoro.